# 양민정
양민정(영어: Michael Yang, 1961년 8월 31일~)은 미국의 기업인이다.